# انتونیو الدونزا
انتونیو الدونزا (انگلیسی: Antonio Aldonza; ۲۱ ژانویهٔ ۱۹۲۶ – ۱۱ آوریل ۲۰۱۴) بازیکن فوتبال اهل اسپانیا بود.
از باشگاه‌هایی که در آن بازی کرده‌است می‌توان به باشگاه فوتبال اتلتیک بیلبائو و باشگاه فوتبال رئال سوسیداد اشاره کرد.